# 佩里 (阿肯色州)
佩里（英語：Perry）是一個位於美國阿肯色州佩里縣的城鎮。

## 地理
佩里的座標為35°02′46″N 92°47′43″W / 35.04611°N 92.79528°W，而該地的平均海拔高度為95米（即312英尺）。

## 人口
根據2020年美國人口普查的數據，佩里的面積為1.82平方千米，皆為陸地。當地共有人口262人，而人口密度為每平方千米143人。